# Săpoca
Săpoca é uma comuna romena localizada no distrito de Buzău, na região de Muntênia. A comuna possui uma área de 25.78 km² e sua população era de 3219 habitantes segundo o censo de 2009.